# Scott L. Schwartz

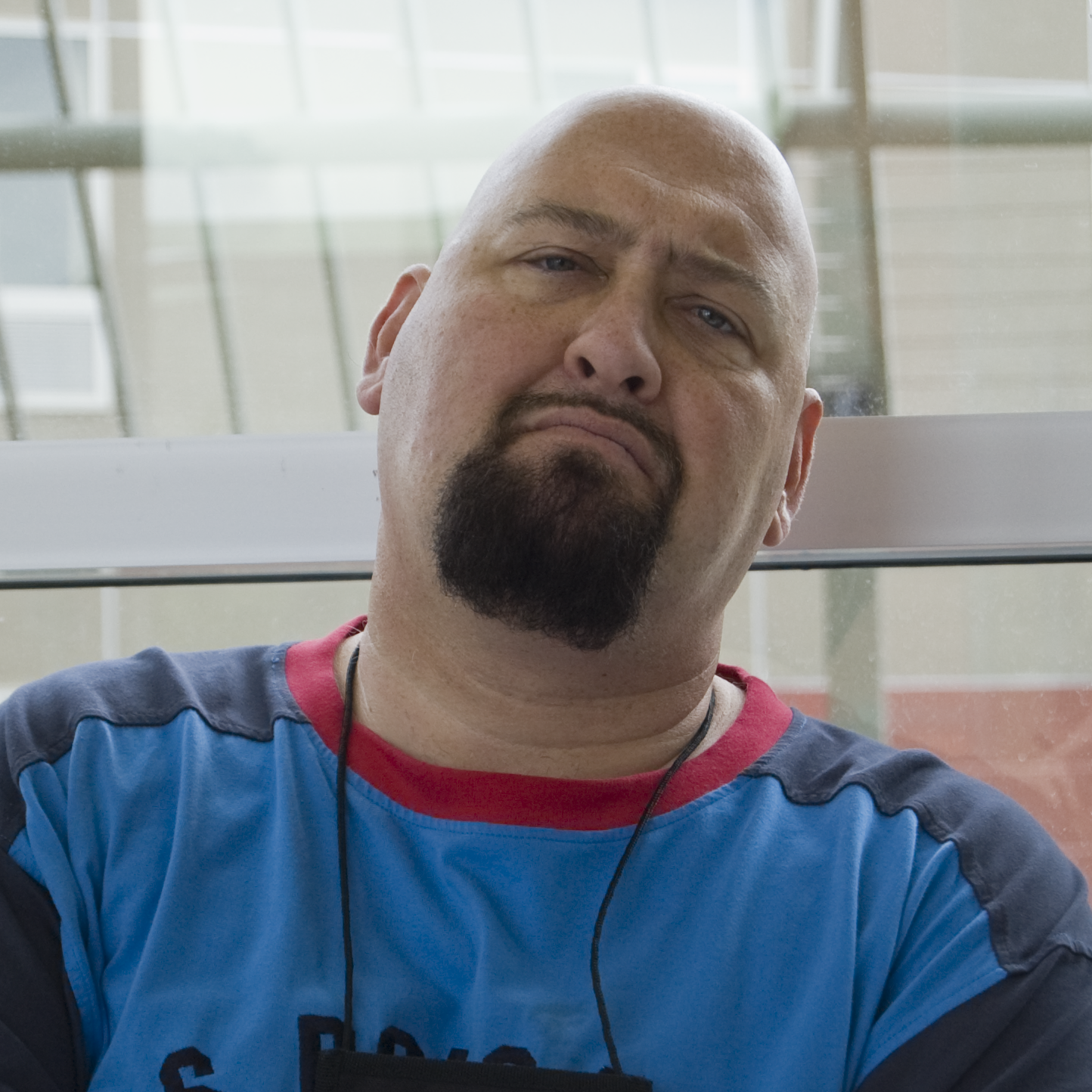
Scott L. Schwartz (September 2008)

Scott L. Bruiser Schwartz (* 16. März 1959 in Philadelphia, Pennsylvania; † 26. November 2024) war ein US-amerikanischer Schauspieler, Stuntman, Regisseur, Drehbuchautor und Produzent.

## Leben
Anfang der 1990er Jahre feierte Schwartz sein Debüt als Schauspieler, 1996 trat er in der Sendung von Jay Leno auf. Mit Dilemma schauspielte er 1997 nicht mehr nur, sondern wurde auch als Stuntman engagiert.
Nach der Jahrtausendwende spielte Schwartz dann auch in bekannteren Hollywoodproduktionen mit, wie etwa in Ocean’s Eleven (2001). Auch in den beiden Fortsetzungen erhielt er jedes Mal eine Rolle. Mit Fantastic Movie spielte er 2007 auch in einer Komödie mit. Dort übernahm er die Rolle des Hagrid aus der Harry-Potter-Reihe, wurde jedoch nicht im Abspann genannt. Insgesamt wirkte er als Schauspieler an über 100 Film- und Fernsehproduktionen mit.
Für Changing Hands, der 2010 erschien, arbeitete Schwartz nicht nur als Schauspieler, sondern er führte auch Regie, schrieb das Drehbuch und produzierte den Film.
Besonders auffällig war seine Größe von 2,06 Metern, die ihm in der Ocean’s-Reihe die Rolle eines Wächters einbrachte.
Er starb im November 2024 im Alter von 65 Jahren nach langer Krankheit.

## Filmografie (Auswahl)
Schauspieler
- 1991: Der Pakt mit dem Teufel (Shock ‘Em Dead)
- 1993: Die Vergeltung (Back in Action)
- 1994: Dangerous Waters
- 1997: Dilemma
- 1997: Fire Down Below
- 1999: Jackie’s Back!
- 1999: Fist of Doom
- 2000: Die schwarze Rose (The Black Rose)
- 2001: Ocean’s Eleven
- 2002: The Scorpion King
- 2002: Spider-Man
- 2003: Jagd auf den verlorenen Schatz (Lost Treasure)
- 2003: Auf den Spuren von Batman (Return to the Batcave: The Misadventures of Adam and Burt, Fernsehfilm)
- 2004: Starsky & Hutch
- 2004: Star Trek: Enterprise (TV-Serie)
- 2004: Terminal Islands
- 2004: Ocean’s 12 (Ocean’s Twelve)
- 2005: The Drifter
- 2006: Smoked
- 2007: Fantastic Movie
- 2007: Ocean’s 13 (Ocean’s Thirteen)
- 2008: Placebo
- 2009: Stuntman
- 2010: The Father
- 2010: Listen to Your Heart
- 2010: Daddy’s Home
- 2010: The Sinners
- 2010: For Christ’s Sake
- 2010: Changing Hands
- 2013: Inventing Adam
- 2013: Betrayal
- 2014: Jurassic Predator
- 2016: Better Criminal

Stunts
- 1997: Dilemma
- 1998: My Giant – Zwei auf großem Fuß (My Giant)
- 2001: Gedo
- 2002: Crazy as Hell
- 2007: Fantastic Movie

## Einzelnachweis
1. ↑  Wrestler turned actor Scott L. Schwartz dead at 65. In: slamwrestling.net. 27. November 2024, abgerufen am 27. November 2024 (englisch).